# DJノミクス
DJノミクス（DJnomics）は、金大中韓国大統領のイニシャル（DJ）とEconomics（経済）のnomicsの合成語である。
これは1997年に起きたアジア経済危機を克服するためには過去の権威主義的な官僚経済の枠を破壊する経済パラダイムが必要であり「民主主義と市場経済を併行させる発展」を骨子とするDJノミクスがこの時代にとって必要とされる経済哲学であるということである。ここで示した民主主義とは、過去30年間続いてきた政経癒着と不正腐敗、道徳的形骸などアジア経済危機を発生させた根本原因を治し、個人の努力と能力によって正当に評価されるようにしようという意味である。
意外なら、意外に100％同一ではないだろうが過去の韓国軍事政権の経済政策が、政府の市場介入を好むケインズ主義と似た部分があれば、DJノミックスは新自由主義に基づいて市場の自律性を重視する方だった。もちろんおかげで経済成長はしたが、両極化が深化したという批判もあるが、金大中が新自由主義を受け入れたことにはIMFの勧告という反強制的な側面もあった。そのため、金大中も当代のトレンドだった新自由主義路線を受け入れるが、社会的弱者のための福祉政策の拡大も共に主張する。